# Frédéric Fauquex
Frédéric Fauquex (Riex, 26 juni 1898 - Cully, 15 juli 1976) was een Zwitsers politicus voor de Liberale Partij van Zwitserland (LPS/PLS) uit het kanton Vaud.

## Biografie
Frédéric Fauquex komt uit een familie van wijnmakers en volgde geen hogere studies. In zijn geboortestreek liggen dan ook de Wijngaardterrassen van Lavaux, die later UNESCO-werelderfgoed zouden gaan uitmaken.
Van 1920 tot 1926 was hij gemeentesecretaris van zijn geboortedorp Riex, waarvan hij van 1926 tot 1933 en van 1936 tot 1947 burgemeester (syndic) was.
Bij de parlementsverkiezingen van 1935 werd hij voor het eerst verkozen in de Nationale Raad voor de Liberale Partij van Zwitserland. Hij zou in de Nationale Raad zetelen van 2 december 1935 tot 1 juni 1945. In juni 1945 maakte hij de overstap naar de Kantonsraad, waar hij vervolgens van 4 juni 1945 tot 1 december 1963 zou zetelen. Van 3 december 1962 tot 1 december 1963, in het laatste jaar van zijn lidmaatschap van de Kantonsraad, was hij voorzitter van deze parlementaire vergadering.
Van 1945 tot 1962 was hij voorzitter van de kantonnale afdeling van de Liberale Partij in zijn kanton Vaud. In het Zwitserse leger had hij de graad van majoor in de artillerie.